# فائزة جاسم
فائزة جاسم (1965 - 8 كانون الأول/ديسمبر 2020) هي ممثلة عراقية قدمت العديد من الأعمال التلفزيونية والسينمائية منها: القلب في مكان آخر للمخرج حسين التكريتي، ونساء في الذاكرة، والدفتر الأزرق لفيصل الياسري، وذئاب الليل مع حسن حسني، وفيلم (زمن الحب) مع المخرج كارلو هاريتون عام 1989 وفيلم فتى الصحراء لسلام الأعظمي، وكل الأعمال التي اشتغلتها كانت بين عامي 1989 و1992، وبعدها تركت التمثيل. عام 1993 شارك في بطولة مسرحية (نساء في البرلمان المسلسل العراقي (النبي أيوب) مع المخرج أركان جهاد.
تزوجت من المخرج أركان جهاد الذي توفي بعدها عام 2023.

## الأعمال

### مسلسلات
- صدى الماضي[7] (2010)
- ذئاب الليل (مسلسل عراقي)

### أفلام
- زمن الحب[8] (1990)
- فتى الصحراء[9] (1991)

### مسرحية
- الناي والقمر[10] (1984)
- The station[11] (1985)

## المرض والوفاة

### مرضها
في شهر نيسان عام 2020، نشرت الممثلة هديل كامل رسالة حادّة إلى وزير الصحة العراقي، قالت فيها “إلى السيد وزير الصحة المحترم لا مِنّةَ من الدولة على أي مواطن عراقي في تقديم الخدمات الصحية والطبابة، الفنان العراقي المبتلى بمرض السرطان في أزمة متفاقمة، الآن حيث مع حظر التجوال يتعذر عليه الحصول على الدواء أو استكمال العلاج الكيميائي، لا بد من إيجاد حلول حقيقية...الفنانة فائزة جاسم تتلوى من الألم في بيتها وحيدة لا تستطيع التنقل بسبب الحظر لغرض استحصال الدواء وطلبت أكثر من مرة مقابلتك ولم تتلق أي رد...الوقت ثمين لمرضى السرطان إذا تعذر عليكم مقابلتها أوكل لها من ينوب عنك لحل مشكلتها ومشاكل المواطنين، ليس سهلاً علينا ان نفقد كل يوم فنان عراقي بسبب إهمال المؤسسات الصحية “.

### وفاتها
نعت نقابة الفنانين العراقيين رحيل الفنانة فائزة جاسم إثر إصابتها بمرض عضال، وقد توفيت في صباح يوم 8 كانون الأول سنة 2020 ميلاديًا عن عمر ناهز 55 سنة.

## وصلات خارجية
- فائزة جاسم على موقع قاعدة بيانات الأفلام العربية